# Dinastía iksuakú
En el marco de la mitología hinduista, la Dinastía iksuakú es un clan mítico, generada como una rama de la Dinastía solar (Suria-vamsa).

## Datación de la leyenda
En el Rig-veda (el texto más antiguo de la India, de mediados del II milenio a. C.) se mencionan varias dinastías de reyes, pero no se nombra a los iksuakus.
Recién en el Majábharata (texto épico-religioso del siglo III a. C.) aparecen mencionados.
En los Puranas (decenas de textos compuestos a lo largo de los siglos desde el 300 d. C. aproximadamente) se detallan sus reyes (e incluso se hace remontar su historia hasta millones de años en el pasado).

## Leyenda
La tribu de los iksuakus fue fundada por el rey Iksuakú, nieto de Vivasuán (el dios del Sol) e hijo de Manu (el primer ser humano).
Las personalidades más importantes que pertenecieron a esta casa real fueron Jarischandra, Dilipa, Sagara,
Raghu, Rama y Prasenayit. Tanto los Puranas hinduistas como los textos budistas incluyen a Sudodhana, a Siddhartha (Buda) y Rajula en sus listas de reyes de la dinastía de Iksuakú. Pero de acuerdo con los textos budistas, el fundador de esta dinastía no fue Iksuaku sino su antepasado Mahasammata, que había sido elegido por el pueblo como el primer rey de la era actual.
Esta dinastía de reyes gobernaron el reino de Kosala, y tenían como capital a la ciudad de Aiodhia. Las dos epopeyas indias ―el Ramaiana y el Majábharata― tienen numerosas menciones de esta dinastía.
El más famoso entre todos los reyes iksuakús fue Rama, el hijo de Dásarat. Él es el héroe central de la epopeya Ramaiana.
En el Majábharata (1.1) se la menciona como una de las «razas» más importantes. Durante la ceremonia Rayasuia del rey pándava Iudistira, los iksuakus junto con los ailas se mencionan como las dos tribus chatrías prominentes de la época. El rey Suvala se menciona como un rey iksuaku y amigo de Yaiadratha, el rey de Sindhu (Majábharata 3.263). En 13.2 el fundador de la tribu, Iksuaku el Suriavanshi (‘que pertenece a la dinastía del Sol’) se menciona como el hijo del antiguo patriarca Manu. Muchos reyes, como Aya y Trishanku se mencionan como reyes iksuaku.
El siguiente pasaje del Majábharata (14.4) describe los reyes de la tribu iksuaku:

En la edad de Krita, Manu era el señor [de la Tierra], que empuñaba el cetro. Su hijo era conocido por el nombre de Prasandhi. Prasandhi tuvo un hijo llamado Kshupa y el hijo de Kshupa fue ese señor [de los hombres], el rey Iksuakú. Tuvo muchos hijos dotados de preeminente piedad, y a todos ellos el rey Iksuakú los hizo reyes. El mayor de ellos, de nombre Vinsa, se convirtió en el modelo de los arqueros. El hijo de Vinsa fue el auspicioso Vivinsa. Vivinsa tuvo cinco hijas y diez hijos, todos ellos eran arqueros poderosos, reverentes con los sacerdotes brahmanes y tanto veraces como gentiles. El hermano mayor, Khaninetra, oprimía a todos sus hermanos. Incluso después de haber conquistado el reino entero, Khaninetra no pudo retener su supremacía, porque los súbditos no estaban complacidos con él. Lo destronaron, e invistieron a su hijo Suvarcha con los derechos de soberanía. Él venció a todos los reyes que vivían a lo largo de las fronteras de sus dominios y por esta circunstancia fue celebrado como Karandhama. Su [primer] hijo, Karandhama, que nació a principios de la era de Treta-iugá, igualó al propio Indra y estaba dotado de gracia y era invencible, incluso a manos de los inmortales. En ese momento, todos los reyes estaban bajo su control, y por igual en virtud de su riqueza y de su destreza, se convirtió en su emperador. En pocas palabras, el justo rey Avikshit se volvió como Indra en lo que respecta al heroísmo. Realizó cientos de sacrificios Ashuamedha, y el potente y erudito Anguiras sirvió como su sacerdote. Su hijo superó al padre en la posesión de buenas calidades. Llamado Marutta, aquel señor de los reyes era justo y de gran renombre, y poseía la fuerza de diez mil elefantes. Ese monarca virtuoso llegó hasta el monte Meru, en el lado norte del Himalaya, y hizo que se forjaran miles de vasos de oro y allí, en una enorme colina de oro llevó a cabo los ritos.
Majábharata (14.4)

Según los Puranas, el gurú (maestro espiritual) de la dinastía Iksuaku era el sabio Vásista.

## Lista de reyes de la dinastía Iksuaku
Las listas de los reyes de la dinastía del rey Ikṣvāku o Aikṣvāka se encuentran en el Ramaiana, el Majábharata, el Jari-vamsa, varios Puranas y el poema Raghu-vamsa (del poeta Kalidasa).

## Hasta Kusha
La genealogía de la dinastía desde Iksuaku hasta Rama se menciona en el Ramaiana en dos listas (1.69.17-32 y 2.102.4-29). La única diferencia entre las dos listas es que el rey Kukshi solamente se menciona en la segunda lista (2.102.4-29). En la primera lista (1.69.17 -32), Vikukshi se menciona como el hijo de Iksuaku.
La genealogía es el siguiente:
1. Brahmá
2. Marichi
3. Kashiapa
4. Vivasvan o Suria
5. Vaivasvata Manu (el primer ser humano).
6. Iksuakú
7. Kukshi
8. Vikukshi
9. Bana
10. Anarana
11. Prithu
12. Trishanku
13. Dhundhumara
14. Yuvanashva
15. Mandhata
16. Susandhi
17. Dhruvasandhi y Prasenayit (ambos hijos de Susandhi).
18. Bharata, hijo de Dhruvasandhi
19. Bajú (Asita).
20. Sagara
21. Asamansha
22. Amsumana
23. Dilipa
24. Bhagiratha
25. Kakustha
26. Raghu
27. Kalmashapada
28. Shankhana
29. Sudarshana
30. Agnivarna
31. Shighra
32. Maru
33. Prashushruka
34. Ambarisha
35. Ayá
36. Dasharatha
37. Rama, Lakshmana, Bharata y Shatrughna (hijos de Dasaratha).

En otras secciones del Ramaiana se afirma que Lava y Kusha fueron los dos hijos de Rama.

## Desde Kusha hasta Brihadbala
Los Puranas proporcionan una lista genealógica de Kusha para Brihadbala, quien fue asesinado por Abhimanyu en la guerra de Mahabharata. Esta lista es corroborado por el Raghuvamsha hasta Agnivarna:
- Kusha
- Atithi
- Nishadha
- Nala
- Nabhas
- Pundarika
- Kshemadhanvan
- Devanika
- Ahinagu
- Paripatra, el hijo de Ahinagu
- Dala (o Bala), el hijo de Ahinagu
- Uktha, el hijo de Dala
- Vajranabha
- Shankhana
- Vyushitashva
- Vishvasaha
- Jirania-Nabha
- Pushia
- Dhruva-Sandhi
- Agnivarna
- Shighra
- Maru
- Prasushruta
- Susandhi
- Amarsha y Sajas-Vanta, los hijos de Susandhi
- Visruta-Vanta, el hijo de Amarsha
- Brijad-Bala.

## Desde Brijadbala hasta Sumitra
Los Puranas también proporcionan la lista de los reyes desde Brijad-Bala hasta el último gobernante, Sumitra. Pero estas listas mencionan a Shakia como un individuo (y no como una tribu), y entre Sanyaia y Prasenayit incorporan los nombres de Shakia, Shuddodhana, Siddhartha (quien es el conocido Buda) y Rajula.
Los nombres de los reyes son los siguientes:
- Brijad-Bala
- Brijat-Kshaia
- Uru-Kshaia
- Vatsa-Viuja
- Prati-Vioma
- Divakara
- Sajadeva
- Brijad-Ashua
- Bhanuratha
- Pratitashva
- Supratika
- Marudeva
- Sunakshatra
- Kinnara
- Antariksha
- Suvarna
- Sumitra Amitrayit
- Dharmin
- Kritan-Yaia
- Sanyaia Maja-Koshala
- Prasenayit (hacia el siglo VI a. C.).
- Kshudraka
- Kulaka
- Suratha
- Sumitra, derrotado por Mahapadma Nanda.

Sin embargo, los nepalíes y los budistas continúan la dinastía aún más.

## La dinastía Iksuaku según la tradición budista
El texto budista Maja-vamsa (2.1-24) remonta el origen de los shakia al rey Okkaka (que es el equivalente en idioma palí del sánscrito Iksuaku) y da su genealogía desde Maja-Sammata, un antepasado de Okkaka. Esta lista incluye los nombres de varios reyes prominentes de la dinastía Iksuaku, entre ellos Mandhata y Sagara.
Según el Maja-vamsa la genealogía es el siguiente:
1. Okkaka
2. Okkamukha
3. Sivi-Sanyaia
4. Sijassara
5. Yaiasena
6. Sijajanu
7. Suddhodana
8. Siddhartha (Gautama Buda).
9. Rajula

## La dinastía Iksuaku en la tradición yaina
La dinastía Iksuaku tiene un lugar significativo en la literatura yaina, ya que 22 tirthankaras (o sea, todos ―excepto Munisuvrata y Neminatha―) nacieron en esta tribu.
El primer tirthankara, Rishabha, era hijo del rey iksuaku Nabhi.
El segundo tirthankara, Ayita Natha, era hijo del rey iksuaku Yita Shatru, quien era primo del rey Sagara. También Mallinatha nació en esta dinastía.